# Lustra (песма)
Лустра - сингл Наталије Шредер, објављен 19. фебруара 2016. године. Песму су, осим саме певачице, компоновали Шимон Ходињецки, Пшемислав Пук и Марчин Горецки, док је текст написао Либер.
Песма је заузела 6. место на OLiA листи, најчешће пуштане песме на пољским радио станицама. Снимак је у Пољској добио статус двоструког платинастог сингла, преко 40.000 продатих примерака.
Композиција је заузела 5. место у пољском националном иѕбору за Песму Евровизије 2016 године за 61. Песму Евровизије.

## Креирање дела
Песму су компоновали Natalia Szroeder, Szymon Chodyniecki, Przemysław Puk, Marcin Górecki, а текст је написао Либер. Композиција је одржана у поп стилу. Сингл је објављен у дигиталном формату за преузимање 19. фебруара 2016. године у Пољској.. Песма је такође била најава певачевог првог соло албума, под називом Natinterpretacje

## Предизбор за Песму Евровизије
Шредер је 9. фебруара 2016. на радију RMF FM потврдила да се пријавила за учешће у пољском предселекцију за 61. Песму Евровизије са песмом „Лустра“. Неколико дана касније, састав се нашао на листи квалификованих за финалне елиминације које су одржане 5. марта То је био једини предлог на пољском језику представљен током предселекције. Песма је на крају заузела 5. место са 4,20% гласова.

## Премијера песме
Радијска премијера песме одржана је 19. фебруара 2016. године RMF FM.. Piosenka była jednocześnie zapowiedzią pierwszej solowej płyty piosenkarki, zatytułowanej Natinterpretacje

## Музички спот
19. фебруара 2016. године премијерно је приказан музички спот за песму. Режирао га је Михал Квјатек.

## Комерцијални успех
Сингл је достигао 6. место на AirPlay – Top листи, песама које се најчешће пуштају на пољским радио станицама, и постао је двоструко платинасти у Пољској, продавши се у преко 40.000 примерака.

## Листа нумера
- Digital download[11]

1. „Lustra” – 3:16

## Награде и номинације
| Година | Земља  | Награда               | Исход   |
| ------ | ------ | --------------------- | ------- |
| 2017   | Пољска | 2 × Платинасти запис. | 40 000+ |

| Година | Земља  | Топ листа         | Највиша позиција |
| ------ | ------ | ----------------- | ---------------- |
| 2016   | Пољска | AirPlay – Top     | 6                |
| 2017   | Пољска | AirPlay – Nowości | 1                |